# Gundadalur Stadion

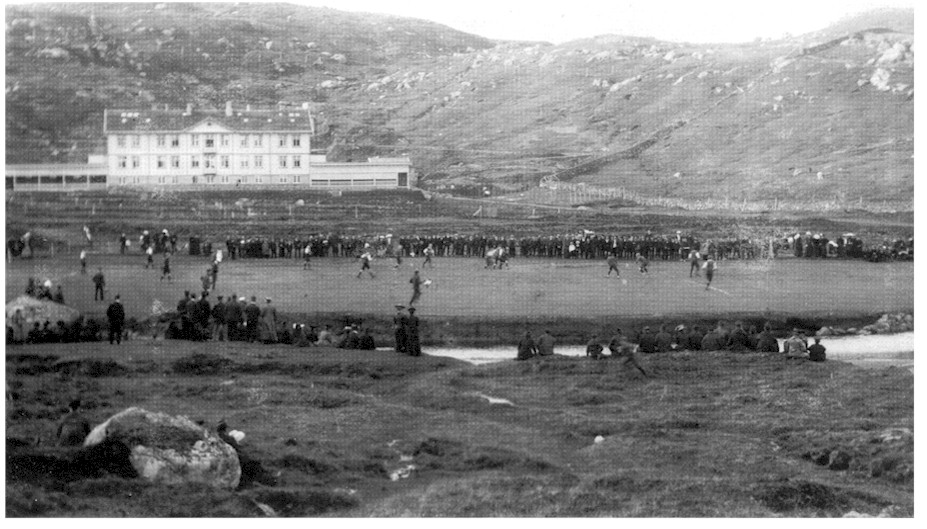
A legrégebbi ismert fénykép, ami feröeri labdarúgó-mérkőzésről fennmaradt: HB Tórshavn–TB Tvøroyri 3–1, 1909. július 18.

A Gundadalur stadion Feröer legnagyobb befogadóképességű labdarúgó-pályája, amely a fővárosban, Tórshavnban található. A Gundadalur nevű sportkomplexum része, ahol a Tórsvøllur Stadion, a válogatott otthona is helyet kapott. 8020 férőhelyéből 3000 ülőhely. Itt játssza hazai mérkőzéseit a HB Tórshavn, a B36 Tórshavn és az FC Hoyvík.